# L'Inspecteur Duflair
Pour l’article homonyme, voir Inspecteur Duflair.
L'Inspecteur Duflair (Le incredibili indagini dell’ispettore Nasy) est une série télévisée d'animation italienne en 52 épisodes de 9 minutes créée par Gi Pagot, Marco Pagot et Toni Pagot (Calimero, Grisù), produite par Intercartoon Rever et diffusée en 1980 sur Rai Uno.
En France, elle a été diffusée dans l'émission Chaud les glaçons ! à partir du 7 septembre 1988 sur Antenne 2. Rediffusion dans l'émission Éric et Noëlla à partir de 1989 sur Antenne 2.

## Synopsis
Chaque épisode commence par la découverte d'un meurtre. Le seul à pouvoir résoudre l'affaire est l'inspecteur Duflair. Flegmatique, et observateur, aucun indice n'échappera à ce digne héritier de Sherlock Holmes. Après avoir passé en revue tous les suspects, il apostrophe les téléspectateurs, en leur demandant s'ils ont trouvé le coupable. L'épisode se termine en donnant le nom de l'assassin.
Chaque épisode est diffusé en deux parties, la première montre l'enquête et les suspects, puis apostrophe les téléspectateurs, en leur demandant s'ils ont trouvé le coupable. Retour sur le plateau de l'émission. Les animateurs discutent avec les enfants présents pour savoir s'ils ont trouvé les indices, et s'ils ont pu démasquer le coupable, tout comme le téléspectateur devant son écran. La série reprend et l'inspecteur nous révèle le nom de l'assassin en concluant toujours par : « enfantin ! »

## Voix française
- Jean-Pierre Darras: L'Inspecteur Duflair
- Pierre Trabaud et Michel Muller: voix diverses

## Épisodes
1. Les légionnaires
2. Le mystère du champ de courses
3. Les gants de caoutchouc
4. La collection Van Gold
5. La mort mystérieuse
6. Le dentiste
7. Un crime inexpliqué
8. Le mystère du chimiste
9. La mort de l'astrologue
10. La mort en scène
11. Le mystère de la robe de chambre
12. Meurtre au centre des ordinateurs
13. Le cuisinier n'a pas supporté le sel
14. Le nœud coulant
15. Le mystère du billard
16. Le mystère du scalpel
17. Qui a peur de Tialenz
18. Le bain fatal
19. Qui a tué le baron ?
20. La balle fantôme
21. Les mystères du cœur
22. Le petit déjeuner qui tue
23. Le vol du service de thé
24. Félicitations professeur
25. Le mystère du diamant bleu
26. Le sous-marin atomique
27. Le mystère du poisson
28. La femme disparue
29. Le fromage qui tue
30. La danse de la mort
31. La malédiction de l'idole
32. Un coup bas
33. Qui a tué l'animateur TV Conrad ?
34. Attention à la radioactivité